# کورچنکو (آستراخان)
کورچنکو (به لاتین: Kurchenko) یک منطقهٔ مسکونی در روسیه است که در استان آستراخان واقع شده‌است.